# VR Bank Heuberg-Winterlingen
Die VR Bank eG Heuberg-Winterlingen ist eine deutsche Genossenschaftsbank mit Sitz in der baden-württembergischen Stadt Meßstetten im Zollernalbkreis.
Sie soll bis Oktober 2025 rückwirkend zum 1. Januar 2025 mit der Volksbank Hohenzollern-Balingen und der Volksbank Albstadt fusionieren und in die Volksbank Zollernalb aufgehen.

## Geschichte
Die älteste Wurzel der heutigen VR Bank eG Heuberg-Winterlingen geht auf die Gründung des Darlehenskassenverein Nusplingen-Harthöfe am 6. Januar 1889 zurück. In Meßstetten wurde die erste Genossenschaft drei Jahre später unter dem Namen Darlehenskassen-Verein Meßstetten e.G.m.u.H. gegründet. Von Ende der sechziger bis Anfang der neunziger Jahre schlossen sich die Genossenschaften aus Nusplingen, Egesheim, Hartheim, Heinstetten, Hossingen, Oberdigisheim und Unterdigisheim dem Institut an (siehe unten).
Bei außerordentlichen Vertreterversammlungen im November 2018 wurde beschlossen, dass die Volksbank Heuberg eG mit dem Sitz in Meßstetten und die Winterlinger Bank eG mit dem Sitz in Winterlingen fusionieren. Die juristische und technische Fusion fand schließlich am 7. bzw. 18. Mai 2019 statt. Der Name der neuen Bank lautet VR Bank eG Heuberg-Winterlingen.
Zuvor fanden bereits Fusionen der beiden Banken mit örtlichen Banken statt:
- 1992 – Fusion der Raiffeisenbank Harthausen-Benzingen eG mit dem Sitz in Harthausen auf der Scher mit der Winterlinger Bank – Raiffeisen – eG (der späteren Winterlinger Bank eG)
- 1991 – Fusion der Nusplinger Bank eG mit dem Sitz in Nusplingen mit der Messstetter Bank eG zur Volksbank Heuberg eG
- 1981 – Fusion der Spar- und Darlehnskasse Oberdigisheim eG mit dem Sitz in Oberdigisheim mit der Messstetter Bank eG
- 1979 – Fusion der Raiffeisenbank Hartheim eG mit dem Sitz in Hartheim mit der Raiffeisenbank Heinstetten eG mit dem Sitz in Heinstetten und der Messstetter Bank eG
- 1970 – Fusion der Spar- und Darlehnskasse Hossingen eGmbH mit dem Sitz in Hossingen mit der Messstetter Bank eGmbH
- 1969 – Fusion der Spar- und Darlehnskasse Egesheim eGmbH mit dem Sitz in Egesheim mit der Nusplinger Bank eGmbH
- 1969 – Fusion der Spar- u. Darlehnskasse Frohnstetten eGmbH mit dem Sitz in Frohnstetten mit der Winterlinger Bank eGmbH zur Winterlinger Bank – Raiffeisen – eGmbH
- 1967 – Fusion der Spar- und Darlehnskasse Unterdigisheim eGmbH mit dem Sitz in Unterdigisheim mit der Nusplinger Bank eGmbH
- 1967 – Fusion der Raiffeisenbank Harthausen a. d. Scher eGmbH mit der Spar- und Darlehnskasse Benzingen eGmbH mit dem Sitz in Benzingen

Am 26. Mai 2025 stimmten 99,1 Prozent der stimmberechtigten Vertreter für die Fusion der VR Bank Heuberg-Winterlingen mit der Volksbank Hohenzollern-Balingen und der Volksbank Albstadt zur Volksbank Zollernalb. Die Fusion tritt rückwirkend zum 1. Januar 2025 in Kraft und soll bis Oktober 2025 abgeschlossen sein.

## Rechtsverhältnisse
Die VR Bank eG Heuberg-Winterlingen ist im Genossenschaftsregister beim Amtsgericht Stuttgart unter GnR 400011 eingetragen.

## Organisationsstruktur
Rechtsgrundlagen sind das Genossenschaftsgesetz und die durch die Vertreterversammlung beschlossene Satzung. Organe der Bank sind der Vorstand, der Aufsichtsrat und die Vertreterversammlung.

## Sicherungseinrichtung
Die VR Bank eG Heuberg-Winterlingen ist der amtlich anerkannten Sicherungseinrichtung des Bundesverbandes der Deutschen Volksbanken und Raiffeisenbanken GmbH und der zusätzlichen freiwilligen Sicherungseinrichtung des Bundesverbandes der Deutschen Volksbanken und Raiffeisenbanken e.V. angeschlossen.

## Genossenschaftliche Finanzgruppe der Volksbanken Raiffeisenbanken
Die Bank gehört als Genossenschaftsbank zur Finanzgruppe Volksbanken Raiffeisenbanken und ist Mitglied beim Bundesverband der Deutschen Volksbanken und Raiffeisenbanken (BVR). Sie gehört dem Baden-Württembergischen Genossenschaftsverband e.V. und dem BVR an.

## Geschäftsausrichtung
Die VR Bank eG Heuberg-Winterlingen betreibt das Universalbankgeschäft. Im Verbundgeschäft arbeitet sie mit der DZ Bank, R+V Versicherung, Bausparkasse Schwäbisch Hall, Teambank, VR Smart Finanz, DZ Privatbank, easyCredit, Münchener Hypothekenbank, DZ Hyp und der Union Investment zusammen.

## Aus- und Weiterbildung
Die VR Bank eG Heuberg-Winterlingen bildet zur/zum Bankkauffrau/Bankkaufmann aus. Des Weiteren ist ein duales Studium an der DHBW zum Bachelor of Arts möglich. Eine kontinuierliche Fort- und Weiterbildung der Mitarbeiter ist wesentlicher Bestandteil der Geschäftsstrategie der Genossenschaftsbank.

## Gesellschaftliches Engagement
Traditionell übernimmt die VR Bank eG Heuberg-Winterlingen als regionaler Förderer Verantwortung in Sozialem, Sport, Kultur und Jugendarbeit. Dazu gehören u. a. Kooperationen mit Vereinen und Schulen sowie gemeinnützigen Institutionen.

## Geschäftsgebiet
Das Geschäftsgebiet liegt im Südosten des Zollernalbkreises und im Nordwesten des Landkreises Sigmaringen.
An diesen Orten betreibt die Bank Filialen:
- Meßstetten (Hauptstelle, jur. Sitz + 1 SB-Geschäftsstelle)
- Winterlingen (Geschäftsstelle)
- Frohnstetten (Geschäftsstelle)
- Nusplingen (Geschäftsstelle)

Im Jahr 2016 wurden die Filialen in Hossingen, Unterdigisheim und Egesheim wegen Unrentabilität geschlossen. Durch eine fortschreitende Digitalisierung und die veränderten Kundenwünsche, hat sich die VR Bank eG Heuberg-Winterlingen im April 2021 dazu entschlossen, für ihre Kunden die digitale Filiale, das KundenDialogCenter, zu eröffnen. Zum 30. Juni 2021 wurden die Geschäftsstellen Harthausen, Hartheim, Heinstetten und Oberdigisheim, nach eingehender wirtschaftlicher Analyse sowie aufgrund sinkender Besucherzahlen, ebenfalls geschlossen. Die Geldautomaten wie auch die Kontoauszugsdrucker in Harthausen und Hartheim werden erhalten bleiben, die Automaten in Heinstetten und Oberdigisheim konnten noch bis März 2022 genutzt werden.